# ماريو باسيل
ماريو باسيل (-) ممثل منتج مخرج كوميدي لبناني ساخر اشتهر بشخصية ماريوكا وتقليده الجريء المثير الجدل

## حياته
درس تخصص الهندسة الزراعية ومن ثم غير اختصاصه إلى علوم الكومبيوتر ولم يعجبه الاختصاص، ومثلت دور دب عندما طلب منه إحداهن فتحمس للأمر 
درس وسائل الإتصال، في الجامعة اللبنانية الأمريكية ثم تابع الدراسة وتخصص في السينما في فرنسا عام 2006 . تجربته المسرحية اكتسبتها في الجامعة، اذ عمل في أكثر من 30 مسرحية لكبار المؤلفين من شكسبير إلى بيكيت إلى يونسكو 
بعد عودته من باريس أسّس فرقة مع صديقه مارك قديح وقدّم أول عمل وعنوانه "تي.في. أور نوت 
ثم انفصل عن مارك بعد نجاح المسرحية وأسّست فرقة لوحده وكانت أول مسرحية بعنوان «ميرسي كثير» ولقيت نجاحاً وتبعتها مسرحية «دار الفنون» وفشلت فشلاً ذريعاً انتقل مسرح الشونسونييه من المسرح الكلاسيكي الذي اختبره وعمل عليه في الجامعة.

### حياته الأسرية
في تشرين الأول عام 2018 تزوّج الممثل مدنياً في قبرص من محامية روسية بعيدة من الوسط الفني تدعى ألسكندرا تشيستياكوفا  في مارس 2019 رزق بطفلته الأولى صوفيا 

## مشواره المهني
بدايته كانت في مجال الإعلانات والعروض المسرحية والتلفزيونية قام بأداء أدوار كوميدية لسنوات في البرنامج التلفزيوني «منع في لبنان» وقدم أعمالا في عالم المسرح الكوميدي ذات الطابع الانتقادي حيث تناول في معظم مسرحياته الواقع السياسي والاجتماعي عُرف بجرأته في أعماله الفنية التي ارتكزت على ثلاثية الجنس والسياسة والدين 
عام 2019 شارك ببرنامج ديو المشاهير لدعم أحد الجمعيات الخيرية

## أعماله

### في التلفزيون
- (1998)-2006): منع في لبنان (برنامج)
- (2002): ممنوعا (برنامج)
- (2014): الليلة جنون (برنامج) [11]
- (2018):سايكو (مسلسل)
- (2021): صوت ماريوكا انترناشونال (برنامج)[12]

### في المسرح
- كوميدي نايت
- بلا دين
- ميرسي كتير
- دار الفنون
- «أيام الجامعة»
- «مهاجر بروسبن»
- (2016-2017):On the Road"[13]
- (2016): one angry man[14]
- (2019): رولا وماريو

### في السينما
- (2008):Jack Hunter and the Lost Treasure of Ugari
- (2012): يلا عقبالكن
- (2015): قصة ثواني

### في الغناء
- (2010): «خالص خالص»
- (2010): «بطيخة»

## جوائز
- لبنان: جائزة الموريكس دور أفضل ممثل كوميدي عام 2009[15]